# Daniel Cambronero
Daniel Arturo Cambronero Solano (La Uruca, San José, Costa Rica, 8 de enero de 1986) es un futbolista costarricense que juega como portero en el Fútbol Consultants Desamparados de la Segunda División de Costa Rica.

## Trayectoria

### Deportivo Saprissa
Empezó su carrera en el Deportivo Saprissa, equipo en el que fue promovido al plantel principal en la temporada 2003-04 de la máxima categoría. Sin tener participación y tras ser el tercer arquero por detrás de Kevin Stewart y José Francisco Porras, consiguió el título de la Copa Interclubes UNCAF, el segundo lugar de la Copa de Campeones de la Concacaf y se proclamó campeón del torneo de liga.
El 11 de mayo de 2005, conquistó la competición de la Copa de Campeones de la Concacaf 2005. Para la siguiente temporada, Cambronero ganó los títulos del Apertura 2005 y Clausura 2006.
Su último periodo con Saprissa se dio en la temporada 2006-07. Al final de la misma decidió dejar el equipo ya que tenía pocas oportunidades de debutar, asimismo el club lo relegó ante el surgimiento del joven portero Keylor Navas.

### Puntarenas F. C.
El 28 de mayo de 2007, Cambronero estampó su firma en el Puntarenas por el periodo de una temporada.
Hizo su debut en la Primera División el 23 de septiembre de 2007, en un partido que enfrentó a su exequipo Saprissa en el Estadio "Lito" Pérez. Cambronero sustituyó al lesionado Bryan Zamora al minuto 64' y el marcador terminó en victoria por 4-1.

### Universidad de Costa Rica
En diciembre de 2008, Cambronero dejó Puntarenas para convertirse en nuevo refuerzo de la Universidad de Costa Rica.
Debutó en la segunda fecha del Campeonato de Verano 2009 el 25 de enero contra San Carlos en el Estadio "Cuty" Monge. Daniel encajó tres goles para la derrota por 0-3.
El 22 de julio de 2010, Cambronero iba a ser fichado de vuelta por el Deportivo Saprissa, pero el equipo universitario pidió un monto equivalente a los ciento cincuenta mil dólares, cuota que el conjunto morado decidió no pagar por lo que la negociación se declinó.

### C. S. Herediano
El 1 de junio de 2011, Daniel arrancó el trabajo de pretemporada siendo parte del Herediano, club al que se había unido semanas antes.
Realizó su debut oficial el 31 de agosto por la sexta fecha del Campeonato de Invierno 2011, como titular en la totalidad de los minutos en el empate 1-1 contra Belén. En su primer torneo, el 18 de diciembre obtiene el título de subcampeón tras la pérdida de su equipo en la serie de penales frente a Alajuelense.
Aunque inició como titular en las primeras fechas del Campeonato de Verano 2012, Cambronero fue reemplazado por Leonel Moreira debido a una lesión en el aductor de pierna izquierda, esto durante el calentamiento previo al juego del 18 de marzo ante Pérez Zeledón. Una vez recuperado, vio desde el banco de suplentes la clasificación de su equipo a la última instancia del certamen. El 19 de mayo ganó la serie final sobre el Santos de Guápiles para lograr el título.
El 25 de mayo de 2013, alcanzó su segundo título en el Campeonato de Verano 2013, luego de derrotar al Cartaginés en la tanda de penales.
Posteriormente se hizo con los cetros de los torneos de Verano 2015 y Verano 2016, ganando en ambas finales a Alajuelense.
El 21 de mayo de 2017, se proclama campeón del Verano 2017 tras derrotar en los dos juegos de la final al Deportivo Saprissa.
El 1 de noviembre de 2018, Cambronero conquistó el título de Liga Concacaf venciendo en el resultado global al Motagua de Honduras. El 23 de diciembre ganó el Torneo de Apertura en una nueva final sobre el conjunto saprissista.
Disputó su último campeonato en el Clausura 2019 aprovechando la titularidad ante la salida de Leonel Moreira. Después de la eliminación del cuadro rojiamarillo en las semifinales contra San Carlos, el 27 de mayo, la dirigencia del club decide enviarlo a préstamo a la Universidad de Costa Rica. Sin embargo, al día siguiente desmintió su llegada al conjunto académico y anunció que llegó a un finiquito de contrato con el Herediano, de esta manera cerrando un ciclo de ocho años ininterrumpidos.

### Deportivo Malacateco
El 31 de mayo de 2019, Cambronero es fichado por el Deportivo Malacateco de Guatemala siendo este el primer equipo que jugaría en el exterior. Debutó en la segunda jornada del Torneo de Apertura en la igualdad sin goles frente al Xelajú. Tras alcanzar una regularidad de veintiún compromisos, el 13 de diciembre confirmó su salida del club para valorar ofertas del balompié costarricense.

### La U Universitarios
El 17 de diciembre de 2019, se confirmó su contratación en La U Universitarios. Su primera aparición se dio el 11 de enero de 2020, en el arranque del Torneo de Clausura contra Guadalupe. Cambronero recibió cinco goles en la derrota por 5-0.

### Santos de Guápiles
El 1 de julio de 2020, Cambronero fue oficializado como nuevo refuerzo del Santos de Guápiles por seis meses.

## Selección nacional

### Categorías inferiores
El 12 de enero de 2003, Daniel fue elegido por el entrenador Manuel Gerardo Ureña para representar a la Selección Sub-17 de Costa Rica, en la eliminatoria centroamericana al torneo continental. El 15 de enero disputó el primer juego en el Estadio Armando Dely Valdés frente al combinado de Belice, donde Cambronero fue titular en la victoria por 0-8. Cuatro días después volvió a formar parte de la estelaridad en el empate 2-2 contra Panamá, para lograr la clasificación al premundial.
El 18 de marzo de 2003, entró en la convocatoria de Ureña para jugar el Torneo Sub-17 de la Concacaf. Cambronero fue titular en los tres partidos ante México (victoria 4-1), Canadá (derrota 1-0) y Cuba (triunfo 3-1). Su selección alcanzó el pase al Mundial de la categoría para ese año.
El 21 de julio de 2003, fue incluido en la nómina de futbolistas para afrontar el Mundial Sub-17 en Finlandia. Debutó el 13 de agosto completando la totalidad de los minutos en la igualdad 1-1 frente a Nigeria. Asimismo fue titular en los otros duelos de la fase de grupos, en la derrota por 2-0 ante Argentina y la victoria con el mismo marcador sobre Australia. Concluyó su participación el 23 de agosto perdiendo la serie de cuartos de final contra Colombia.
El 11 de octubre de 2004, Daniel subió de categoría y conformó la Selección Sub-20 dirigida por Carlos Watson, siendo convocado para jugar la eliminatoria centroamericana al premundial. No obstante, en los partidos del grupo quedó en la suplencia sin ver acción mientras que su equipo logró la clasificación al torneo continental.
El 7 de enero de 2005, Cambronero se hizo con un puesto en la lista final de Watson en la disputa del Torneo Sub-20 de la Concacaf. El 12 de enero fue la primera fecha en el Home Depot Center contra Panamá, partido en el que Daniel fue el suplente de Keylor Navas y el marcador terminó empatado 1-1. Dos días después tuvo su debut frente a Trinidad y Tobago, encajando solo un gol en la victoria por 1-2. El 16 de enero volvió a la suplencia en la derrota de 0-2 ante Estados Unidos, lo que significó la eliminación de su escuadra y por lo tanto fuera del Mundial.
El 7 de julio de 2006, el seleccionador Manuel Gerardo Ureña definió el grupo de futbolistas Sub-21 que enfrentarían el torneo de los Juegos Centroamericanos y del Caribe en Cartagena de Indias, donde Cambronero apareció en la nómina. En la competición esperó desde el banco de suplentes hasta su conclusión el 29 de julio, fecha en la cual su equipo obtuvo la medalla de bronce.
El 12 de noviembre de 2007, el entrenador de la Selección Sub-23 de Costa Rica Hernán Medford, dio la lista de los futbolistas convocados para la disputa de la fase eliminatoria al Preolímpico de Concacaf que tendría lugar el año siguiente en la que Cambronero fue tomado en consideración. El portero fue titular frente a Nicaragua (victoria 9-1) y vio a su equipo caer contra Guatemala (2-1). El cuadro costarricense obtuvo el segundo lugar de la tabla y por lo tanto en zona de repesca contra el segundo del grupo A. El 23 de noviembre entró en la segunda convocatoria de Medford. De igual manera que en la etapa anterior, el jugador logró participar en los duelos de ida y vuelta contra Panamá. Pese a ganar el primer duelo del 30 de noviembre por 0-1 en el Estadio Rod Carew, su nación perdería el 6 de diciembre con el mismo marcador en condición de local, como consecuencia la serie se llevó a penales los cuales le dejaron sin cupo para la competición final.

#### Participaciones en inferiores
| Evento                                    | Sede                    | Resultado        | Posición | Partidos | Goles |
| ----------------------------------------- | ----------------------- | ---------------- | -------- | -------- | ----- |
| Torneo Sub-17 de la Concacaf 2003         | Guatemala · Canadá      | Clasificado      | 2/8      | 3        | -3    |
| Copa Mundial Sub-17 de 2003               | Finlandia               | Cuartos de final | 7/16     | 4        | -5    |
| Torneo Sub-20 de la Concacaf 2005         | Estados Unidos Honduras | Eliminado        | 5/8      | 1        | -1    |
| Juegos Centroamericanos y del Caribe 2006 | Cartagena de Indias     | Tercer lugar     | 3/12     | 0        | 0     |

### Selección absoluta
El 11 de mayo de 2009, Cambronero fue llamado por primera vez a la Selección de Costa Rica dirigida por Rodrigo Kenton para enfrentar un amistoso. Dos días después hizo su debut internacional frente a Venezuela, alcanzando la totalidad de los minutos en el empate de visita 1-1.
El 18 de junio de 2009, recibió la convocatoria como tercer portero en la realización de la Copa de Oro de la Concacaf, competencia en la que no tuvo acción.
El 7 de enero de 2011, con Ricardo La Volpe en el puesto de estratega, fue incluido en la nómina que afrontó la Copa Centroamericana. El 23 de enero se conformó con el subcampeonato tras caer en la final contra Honduras.
El 7 de enero de 2013, Cambronero se hizo con un lugar en la lista de Jorge Luis Pinto para disputar la Copa Centroamericana. A lo largo de la competición, fue el suplente de Patrick Pemberton y el 27 de enero se proclamó campeón luego de superar a Honduras en la final.
El 12 de mayo de 2014, el entrenador Pinto de la selección costarricense, lo incluyó en la convocatoria preliminar con miras a la Copa Mundial de Brasil. Finalmente, Cambronero fue confirmado en la nómina definitiva de veintitrés jugadores el 30 de mayo.
El 28 de agosto de 2014, Daniel entró en la convocatoria de Paulo Wanchope ante la lesión de Esteban Alvarado, previo a la realización de la Copa Centroamericana. Aunque terminó siendo suplente, el 13 de septiembre se coronó campeón del torneo mediante la victoria de 1-2 sobre Guatemala en la final.

#### Participaciones internacionales
| Evento                          | Sede           | Resultado        | Posición | Partidos | Goles |
| ------------------------------- | -------------- | ---------------- | -------- | -------- | ----- |
| Copa de Oro de la Concacaf 2009 | Estados Unidos | Semifinales      | 4/12     | 0        | 0     |
| Copa Centroamericana 2011       | Panamá         | Subcampeón       | 2/7      | 0        | 0     |
| Copa Centroamericana 2013       | Costa Rica     | Campeón          | 1/7      | 0        | 0     |
| Copa Mundial de 2014            | Brasil         | Cuartos de final | 8/32     | 0        | 0     |
| Copa Centroamericana 2014       | Estados Unidos | Campeón          | 1/7      | 0        | 0     |

## Estadísticas

### Clubes
Actualizado al último partido jugado el 15 de mayo de 2022.
| Deportivo Saprissa Costa Rica |               |               |      |      |    |    |     |     |      |      |
| 1.ª | 2003-04       | 0             | 0    | —    | —  | 0  | 0   | 0   | 0    |      |
| 1.ª | 2004-05       | 0             | 0    | —    | —  | 0  | 0   | 0   | 0    |      |
| 1.ª | 2005-06       | 0             | 0    | —    | —  | 0  | 0   | 0   | 0    |      |
| 1.ª | 2006-07       | 0             | 0    | —    | —  | 0  | 0   | 0   | 0    |      |
| Total club | Total club    | 0             | 0    | —    | —  | 0  | 0   | 0   | 0    |      |
| Puntarenas F. C. Costa Rica |               |               |      |      |    |    |     |     |      |      |
| 1.ª | 2007-08       | 13            | -11  | —    | —  | 0  | 0   | 13  | -11  |      |
| 1.ª | 2008          | 6             | -12  | —    | —  | —  | —   | 6   | -12  |      |
| Total club | Total club    | 19            | -23  | —    | —  | 0  | 0   | 19  | -23  |      |
| Univ. de Costa Rica Costa Rica |               |               |      |      |    |    |     |     |      |      |
| 1.ª | 2009          | 14            | -22  | —    | —  | —  | —   | 14  | -22  |      |
| 1.ª | 2009-10       | 27            | -28  | —    | —  | —  | —   | 27  | -28  |      |
| 1.ª | 2010-11       | 10            | -24  | —    | —  | —  | —   | 10  | -24  |      |
| Total club | Total club    | 51            | -74  | —    | —  | —  | —   | 51  | -74  |      |
| C. S. Herediano Costa Rica |               |               |      |      |    |    |     |     |      |      |
| 1.ª | 2011-12       | 28            | -27  | —    | —  | 4  | -5  | 32  | -32  |      |
| 1.ª | 2012-13       | 16            | -22  | 0    | 0  | 3  | -5  | 19  | -27  |      |
| 1.ª | 2013-14       | 9             | -11  | 0    | 0  | 2  | -5  | 11  | -16  |      |
| 1.ª | 2014-15       | 37            | -37  | 0    | 0  | 5  | -8  | 42  | -45  |      |
| 1.ª | 2015-16       | 0             | 0    | 1    | -2 | 0  | 0   | 1   | -2   |      |
| 1.ª | 2016-17       | 16            | -15  | —    | —  | 0  | 0   | 16  | -15  |      |
| 1.ª | 2017-18       | 10            | -7   | —    | —  | 0  | 0   | 10  | -7   |      |
| 1.ª | 2018-19       | 31            | -33  | —    | —  | 3  | -5  | 34  | -38  |      |
| Total club | Total club    | 147           | -152 | 1    | -2 | 17 | -28 | 165 | -182 |      |
| Deportivo Malacateco Guatemala |               |               |      |      |    |    |     |     |      |      |
| 1.ª | 2019          | 21            | -22  | —    | —  | —  | —   | 21  | -22  |      |
| Total club | Total club    | 21            | -22  | —    | —  | —  | —   | 21  | -22  |      |
| La U Universitarios Costa Rica |               |               |      |      |    |    |     |     |      |      |
| 1.ª | 2020          | 18            | -42  | —    | —  | —  | —   | 18  | -42  |      |
| Total club | Total club    | 18            | -42  | —    | —  | —  | —   | 18  | -42  |      |
| Santos de Guápiles Costa Rica |               |               |      |      |    |    |     |     |      |      |
| 1.ª | 2020-21       | 10            | -17  | —    | —  | —  | —   | 10  | -17  |      |
| 1.ª | 2021-22       | 7             | -8   | —    | —  | 0  | 0   | 7   | -8   |      |
| Total club | Total club    | 17            | -25  | —    | —  | 0  | 0   | 17  | -25  |      |
| Total carrera | Total carrera | Total carrera | 273  | -338 | 1  | -2 | 17  | -28 | 291  | -368 |
| (1) Incluye datos de la Supercopa de Costa Rica (2012) / Torneo de Copa (2013-15). (2) Incluye datos de la Copa Interclubes UNCAF (2007) / Liga de Campeones de la Concacaf (2011-19) / Liga Concacaf (2018-21). (3) No incluye goles en partidos amistosos. |               |               |      |      |    |    |     |     |      |      |

## Palmarés

### Títulos nacionales
| Título                         | Club               | País       | Año  |
| ------------------------------ | ------------------ | ---------- | ---- |
| Primera División de Costa Rica | Deportivo Saprissa | Costa Rica | 2004 |
| Primera División de Costa Rica | Deportivo Saprissa | Costa Rica | 2006 |
| Primera División de Costa Rica | Deportivo Saprissa | Costa Rica | 2007 |
| Primera División de Costa Rica | C.S Herediano      | Costa Rica | 2012 |
| Primera División de Costa Rica | C.S Herediano      | Costa Rica | 2013 |
| Primera División de Costa Rica | C.S Herediano      | Costa Rica | 2015 |
| Primera División de Costa Rica | C.S Herediano      | Costa Rica | 2016 |
| Primera División de Costa Rica | C.S Herediano      | Costa Rica | 2017 |
| Primera División de Costa Rica | C.S Herediano      | Costa Rica | 2018 |

### Títulos internacionales
| Título                 | Equipo                  | Lugar          | Año  |
| ---------------------- | ----------------------- | -------------- | ---- |
| Copa Interclubes UNCAF | Deportivo Saprissa      | Estados Unidos | 2003 |
| Copa de Campeones      | Deportivo Saprissa      | México         | 2005 |
| Copa Centroamericana   | Selección de Costa Rica | Costa Rica     | 2013 |
| Copa Centroamericana   | Selección de Costa Rica | Estados Unidos | 2014 |
| Liga Concacaf          | C. S. Herediano         | Concacaf       | 2018 |

### Distinciones individuales
| Distinción                                    | Año  |
| --------------------------------------------- | ---- |
| Mejor portero del Campeonato de Invierno 2011 | 2012 |